# Wojna królowej Anny
Wojna królowej Anny (1702–1713) – konflikt zbrojny w koloniach Ameryki Północnej pomiędzy Francją i Hiszpanią a Wielką Brytanią, będący częścią europejskiej wojny o sukcesję hiszpańską. Działania toczyły się na dwóch frontach: północnym i południowym.
W odpowiedzi na zajęcie przez Brytyjczyków w roku 1702 należącego do Hiszpanii St. Augustine i militarne wspieranie osadników, Francja rozpoczęła działania wojenne. Na froncie północnym Francuzi wraz ze swoimi indiańskimi sojusznikami zaatakowali północną granicę Nowej Anglii – kolonie Maine, New Hampshire i Massachusetts. Nie atakowano Nowego Jorku ze względu na dobre stosunki panujące pomiędzy tą kolonią i Nową Francją. Neutralność zachowali Irokezi, dotychczasowi sojusznicy Brytyjczyków, ze względu na podpisany w 1701 pokój z Francuzami. W zimie 1704 roku Francuzi splądrowali wiele osad w Nowej Anglii, mordując lub uprowadzając osadników. Ostatecznie jednak ta dorywcza wojna podjazdowa nie przyniosła Francji ani nabytków terytorialnych, ani przewagi strategicznej.

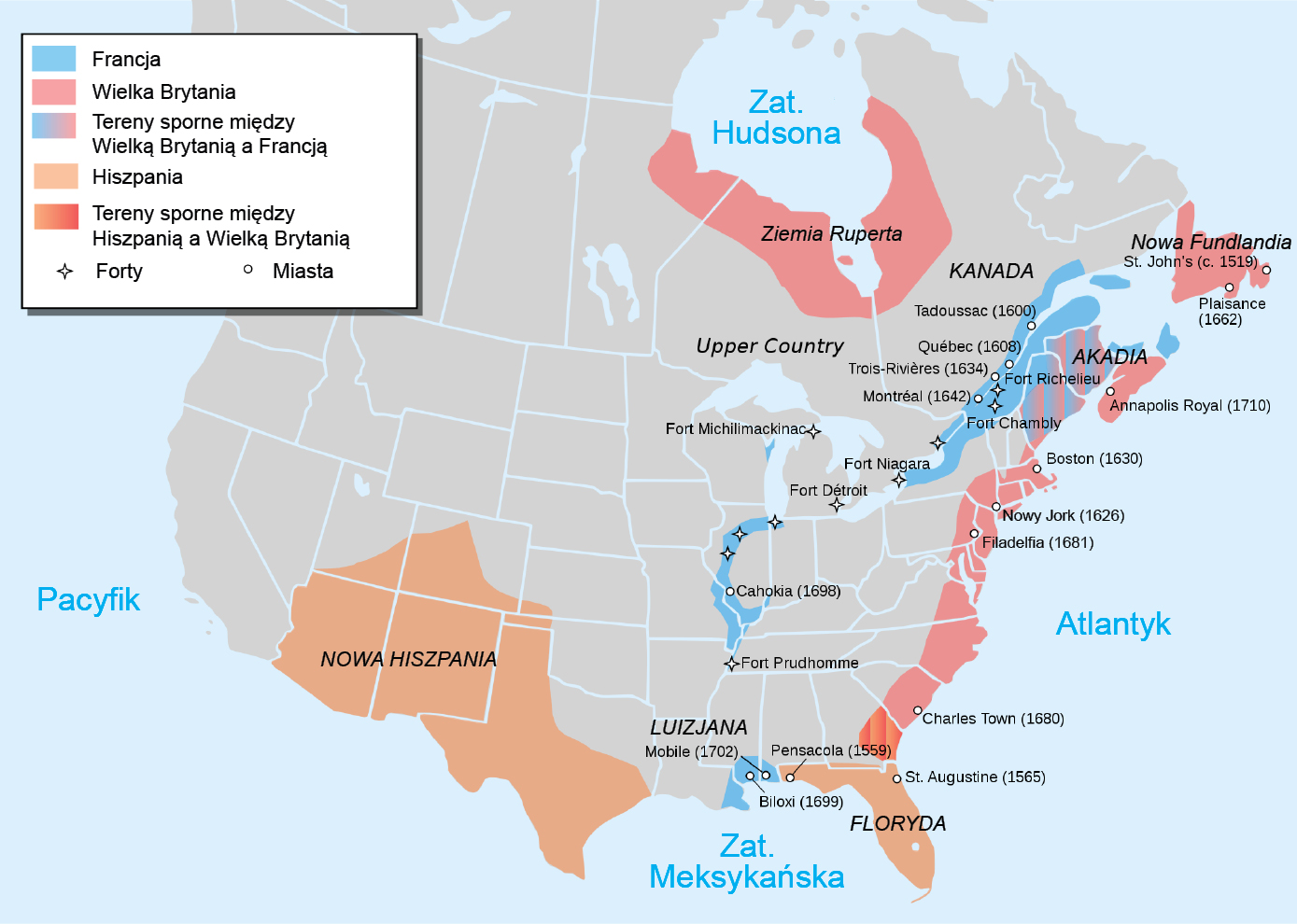
Obszary przynależne do europejskich potęg kolonialnych po zakończeniu wojny

Na południu Hiszpanie z Florydy zaatakowali Karolinę Południową. Brytyjczycy wspierani przez wojowników plemion Yamassee i Creek, odparli jednak napaść i wdarli się w głąb kolonii hiszpańskiej docierając aż do St. Augustine. W ostatniej fazie wojny w latach 1711–1713 rozegrała się tzw. wojna Tuscarorów w Karolinie Północnej.
Wojnę zakończył zawarty w 1713 pokój w Utrechcie. Choć głównie dotyczył on rozstrzygnięć na kontynencie europejskim, zawarto także w nim porozumienia dotyczące kolonii północnoamerykańskich. Traktat potwierdzał brytyjskie prawa do Nowej Fundlandii i Ziemi Ruperta, oddając jednocześnie dotychczas francuską Akadię, z wyłączeniem wysp Cape Breton i Isle St. Jean. Hiszpania nie zgodziła się na żadne ustępstwa terytorialne, zezwalając Brytyjczykom jedynie na wysłanie jednego statku rocznie na wielki jarmark w Porto Bello w Panamie. Zapoczątkowało to powstanie poważnego problemu przemytu, który doprowadził do znacznych napięć pomiędzy krajami.